# Партизанский район (Минск)
Партизанский район (белор. Партызанскi раён) — один из районов Минска.
Образован 8 апреля 1977 года. Название района отражает память о той героической партизанской борьбе, которую вели белорусы против немецко-фашистских захватчиков во время Великой Отечественной войны. Партизанский район охватывает восточную часть города. Захватывает проспект Независимости, идёт по улицам Франциска Скорины и Филимонова, Красноармейской, Пулихова, Столетова и Козлова.
Партизанский проспект, улицы Ваупшасова, Радиальная и Переходная являются основными транспортными магистралями.
Площадь района — 64,6 км², из них 35,8 — зелёные насаждения. Численность населения — 95 727 человек (2022).
По территории этого района пролегает Слепянская водная система (она является частью Вилейско-Минской водной системы).

## История
8 апреля 1977 года Президиум Верховного Совета БССР утвердил Указ № 1159-IX «Об образовании Московского и Партизанского районов в г. Минске». Партизанский район образовали на востоке Минска в честь советского партизанского движения в Беларуси 1941—1944 гг. во время Великой Отечественной войны. В состав района вошли 4 микрорайона Минска:
- Дражня и Слепянка, которые с 1959 года входили в состав Сталинского района Минска (с 1961 года Заводской район Минска);
- микрорайон Тракторозаводской посёлок, который в 1946 году также включён в Сталинский район Минска (с 1961 года Заводской район Минска);
- микрорайон Захарова-Пулихова, который до 1923 года назывался Архиерейской слободкой (до 1947 г. — Пулихова).

На 1983 год население района составляло около 114 тыс. жителей.
В 1987 году в состав Партизанского района Минска включили деревню Степянка, которая до сих пор принадлежала к Зеленолугскому сельсовету (Минский район).
26 марта 2012 года Александр Лукашенко подписал Указ № 141 «Об изменении границ г. Минска и Минского района», который включил в Партизанский район Минска 4095,0812 гектаров земельных участков Минского района (Колодищанский сельсовет). В результате присоединения земель бывшего полигона около Колодищей, которые назвали «Зелёным Бором», район стал наибольшим в Минске по площади. В состав района вошёл также республиканский биологический заказник Стиклево.

## Население
Территория района — 6,46 тыс. га. Численность населения на 1 января 2022 года составляет 95 727 человек (4,8 % от общего населения Минска), плотность населения — 1 482 чел./км² (в 3,86 раза меньше, чем средняя по Минску).

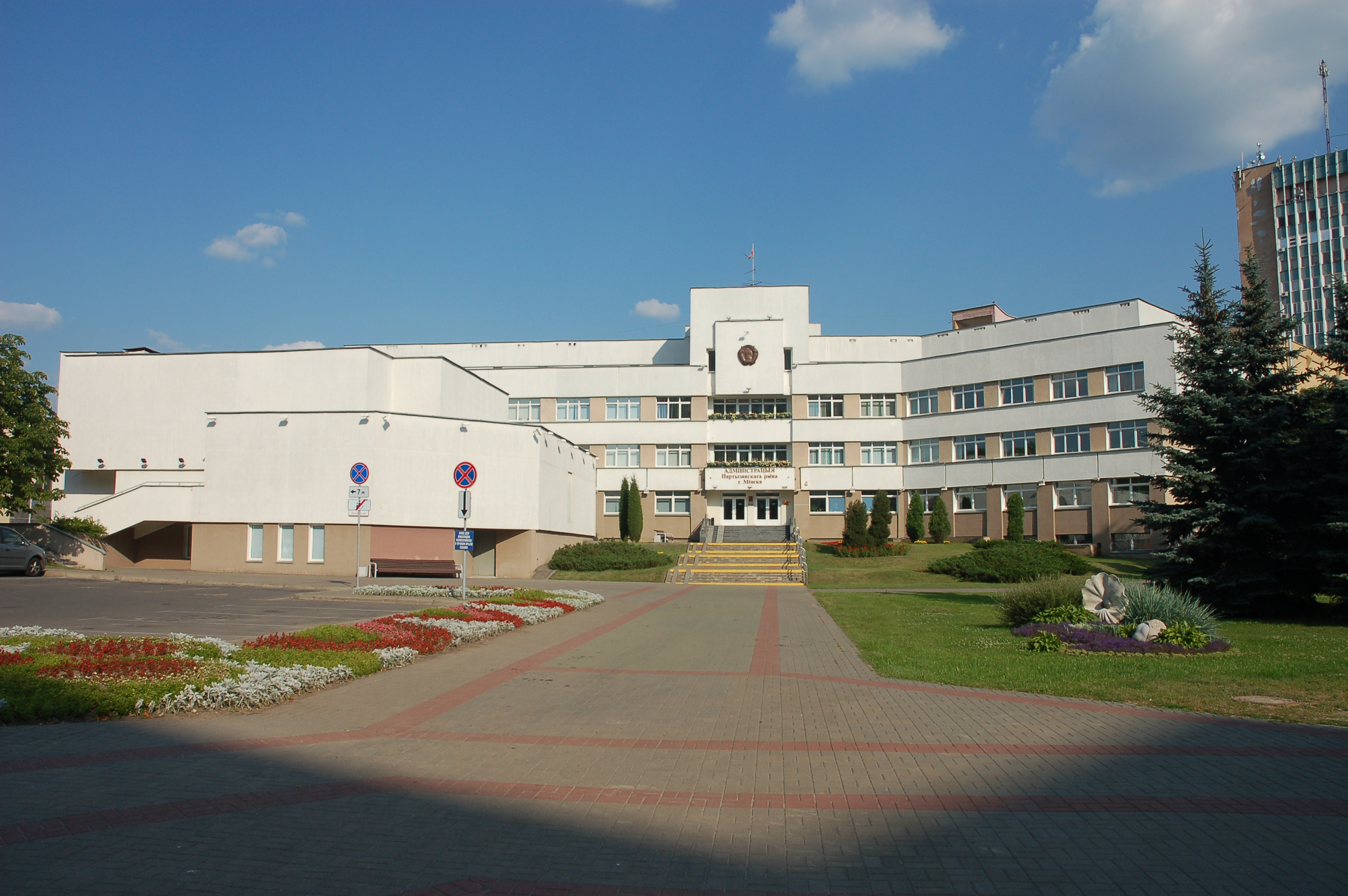
Администрация Партизанского района Минска

| Численность населения (по годам) | Численность населения (по годам) | Численность населения (по годам) | Численность населения (по годам) | Численность населения (по годам) | Численность населения (по годам) | Численность населения (по годам) | Численность населения (по годам) | Численность населения (по годам) | Численность населения (по годам) |
| 1996                             | 2000                             | 2001                             | 2002                             | 2003                             | 2004                             | 2005                             | 2006                             | 2007                             | 2008                             |
| -------------------------------- | -------------------------------- | -------------------------------- | -------------------------------- | -------------------------------- | -------------------------------- | -------------------------------- | -------------------------------- | -------------------------------- | -------------------------------- |
| 100 600                          | ▼94 122                          | ▼93 788                          | ▲95 158                          | ▲95 973                          | ▲96 222                          | ▲97 119                          | ▼96 994                          | ▲97 100                          | ▲98 203                          |
| 2009                             | 2010                             | 2011                             | 2012                             | 2013                             | 2014                             | 2015                             | 2016                             | 2017                             | 2018                             |
| ▼96 317                          | ▲97 258                          | ▲98 196                          | ▲98 920                          | ▲99 195                          | ▼98 546                          | ▼97 697                          | ▼97 582                          | ▲97 857                          | ▼97 568                          |
| 2019                             | 2020                             | 2021                             | 2022                             |                                  |                                  |                                  |                                  |                                  |                                  |
| ▲98 281                          | ▲99 127                          | ▼97 959                          | ▼95 727                          |                                  |                                  |                                  |                                  |                                  |                                  |

### Национальный состав

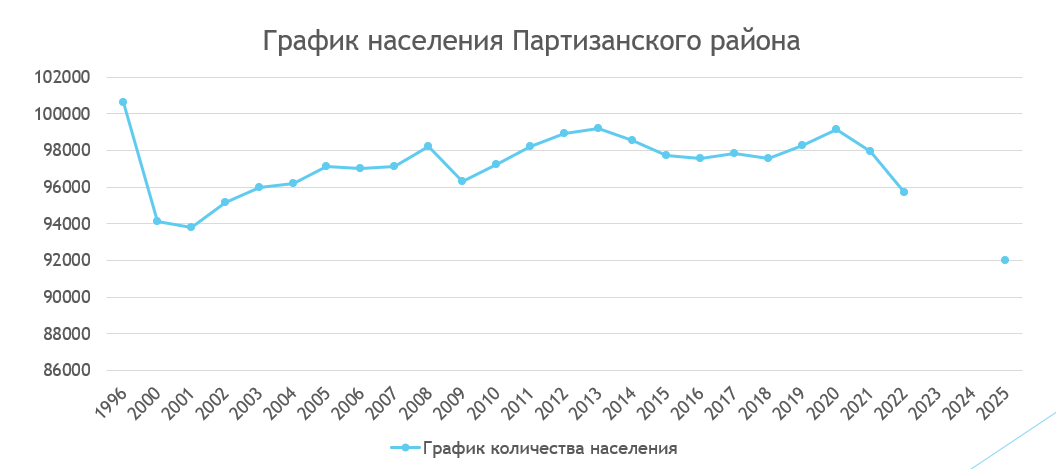
График населения Партизанского района

| Национальный состав (переписи 2009, 2019 гг.) | Национальный состав (переписи 2009, 2019 гг.) | Национальный состав (переписи 2009, 2019 гг.) | Национальный состав (переписи 2009, 2019 гг.) | Национальный состав (переписи 2009, 2019 гг.) | Национальный состав (переписи 2009, 2019 гг.) | Национальный состав (переписи 2009, 2019 гг.) | Национальный состав (переписи 2009, 2019 гг.) | Национальный состав (переписи 2009, 2019 гг.) | Национальный состав (переписи 2009, 2019 гг.) | Национальный состав (переписи 2009, 2019 гг.) | Национальный состав (переписи 2009, 2019 гг.) |
| Год                                           | Всего                                         | белорусы                                      | белорусы                                      | русские                                       | русские                                       | поляки                                        | поляки                                        | украинцы                                      | украинцы                                      | евреи                                         | евреи                                         |
| --------------------------------------------- | --------------------------------------------- | --------------------------------------------- | --------------------------------------------- | --------------------------------------------- | --------------------------------------------- | --------------------------------------------- | --------------------------------------------- | --------------------------------------------- | --------------------------------------------- | --------------------------------------------- | --------------------------------------------- |
| 2009                                          | 97 592                                        | 76 222                                        | 78,1 %                                        | 11 858                                        | 12,15 %                                       | 672                                           | 0,69 %                                        | 1 763                                         | 1,81 %                                        | 423                                           | 0,43 %                                        |
| 2019                                          | 99 329                                        | 85 080                                        | 85,66 %                                       | 8 418                                         | 8,48 %                                        | 842                                           | 0,85 %                                        | 1 978                                         | 2 %                                           | 286                                           | 0,29 %                                        |

## Микрорайоны

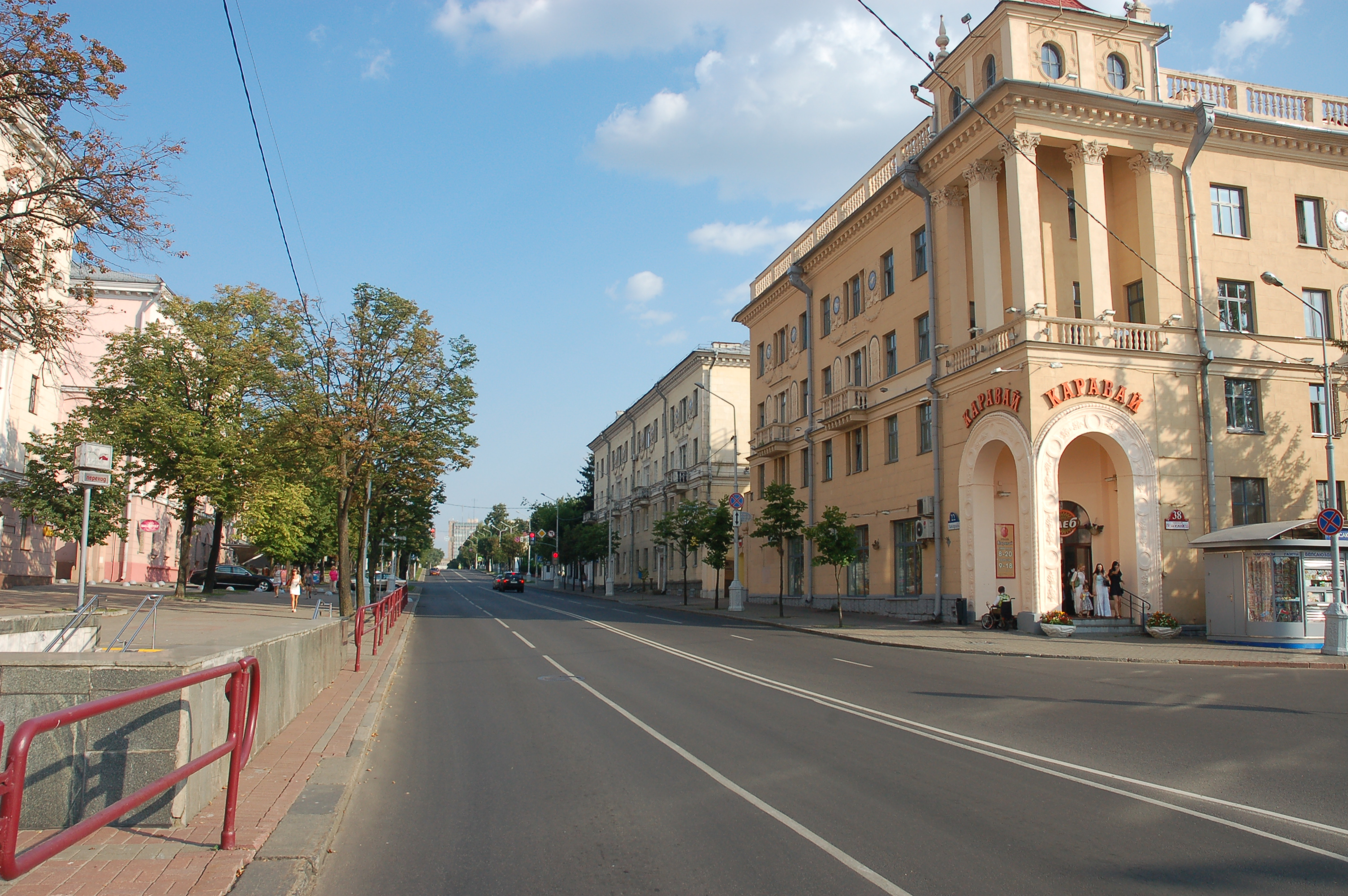
Улица Захарова

#### Захарова-Пулихова
Район возведён для номенклатурной элиты и творческой интеллигенции в 1960—1970 годах.
Улица Захарова начинается от площади Победы. Перед началом Великой Отечественной войны здесь была окраина города — с деревянными домами и продовольственными складами. Из-за этого улица, от современной улицы Румянцева до железнодорожного полотна, была названа Провиантской. Восточная часть нынешней улицы Захарова в районе площади Победы называлась Сторожёвской, позже — Сторожёвским тупиком. Во время Великой Отечественной войны уцелела от разрушений восточная часть Провиантской. В мае 1947 года Постановлением Советам министров БССР улица была переименована в честь государственного деятеля БССР, Ивана Захарова. В 1950-х годах улица была расширена, началась её новая застройка.
Район улицы Пулихова раньше назывался Архиерейской Слободой и был расположен к юго-западу от Комаровки и Золотой Горки. К западу от Архиерейской Слободы находилась Ляховка — обширное предместье дореволюционного Минска. В 1923 году улица вдоль Свислочи получила свое нынешнее название в честь революционера Ивана Пулихова, неудачно покушавшегося в 1906 году на жизнь губернатора Курлова и поплатившегося за это жизнью. До реконструкции, начатой в 1950-е годы, преобладала малоэтажная деревянная застройка усадебного типа. В 1960-1970-х годах на улице началось активное строительство, квартиры здесь получило множество представителей государственной элиты.

#### Дражня

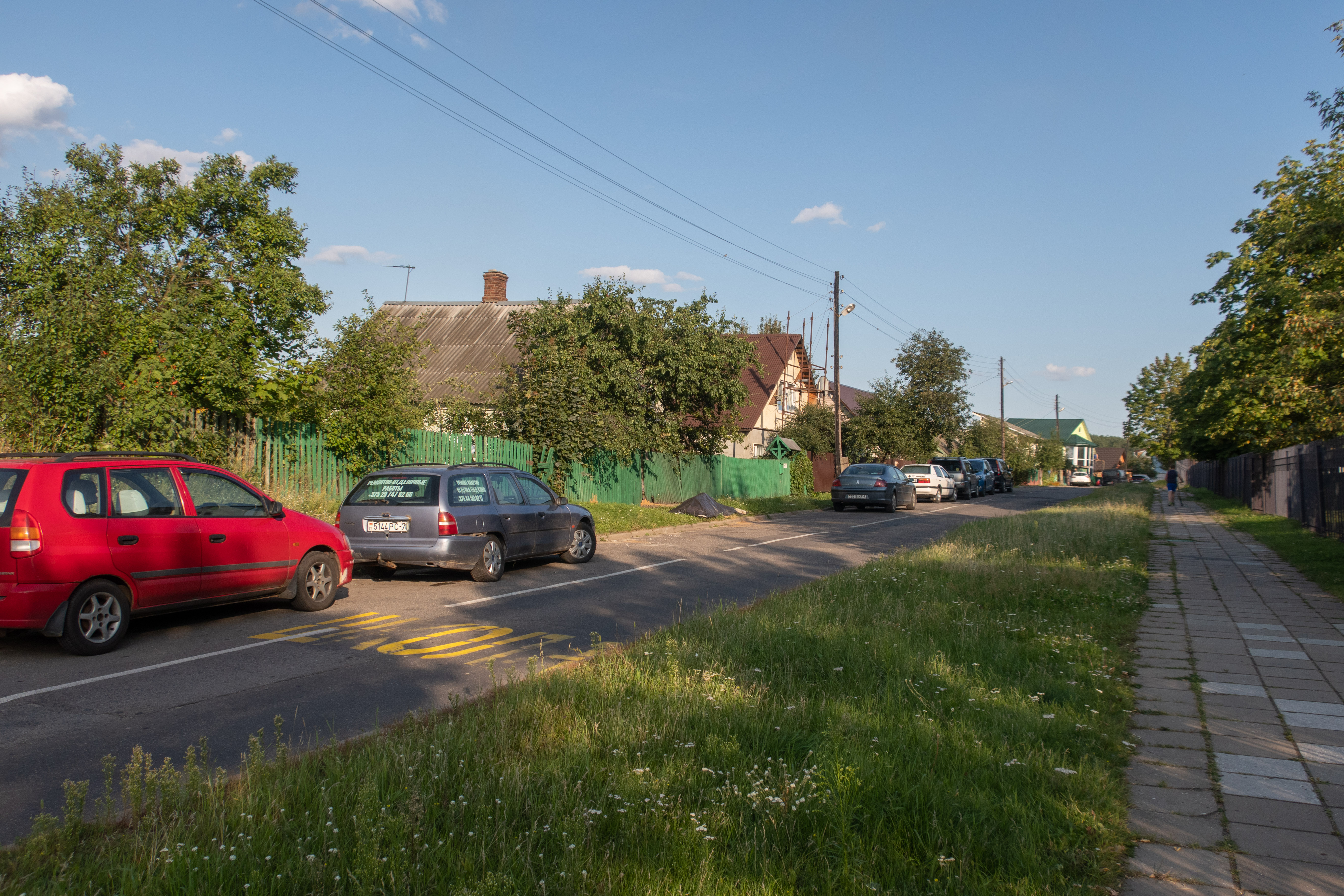
Улица Холмогорская (Дражня)

Нынешняя Дражня, представляющая собой частный сектор, многоэтажные жилые дома, промышленные предприятия и учебные заведения, получила свое название от одноимённой деревни.
В 1917 году в этом населённом пункте Сеницкой волости Минского уезда насчитывалось 18 дворов и 102 жителя. С 1934 года Дражня входила в состав Минского района (Слепянский сельсовет). В городскую черту была включена в 1959 году в составе Заводского района. И только в 1977-м, когда административное деление Минска претерпело очередные изменения, бывшая деревня стала относиться к Партизанскому району.

#### Степянка
Микрорайон находится на окраине города. До 1987 года это была одноимённая деревня в 9 километрах от железнодорожной станции Минск-Пассажирский.
Главной улицей Степянки после Великой Отечественной войны была железная дорога: именно ей принадлежало большинство складов, в которые сгружались цемент и доски, арматура и гвозди, жесть и кирпич для восстановления Минска после войны. Станция называлась Степянка, а поселок первое время носил имя Липки. Рядом располагались воинские части и аэродром.
Со временем главной транспортной артерией Степянки стала улица Геологическая, расположенная параллельно железной дороге.

#### Слепянка

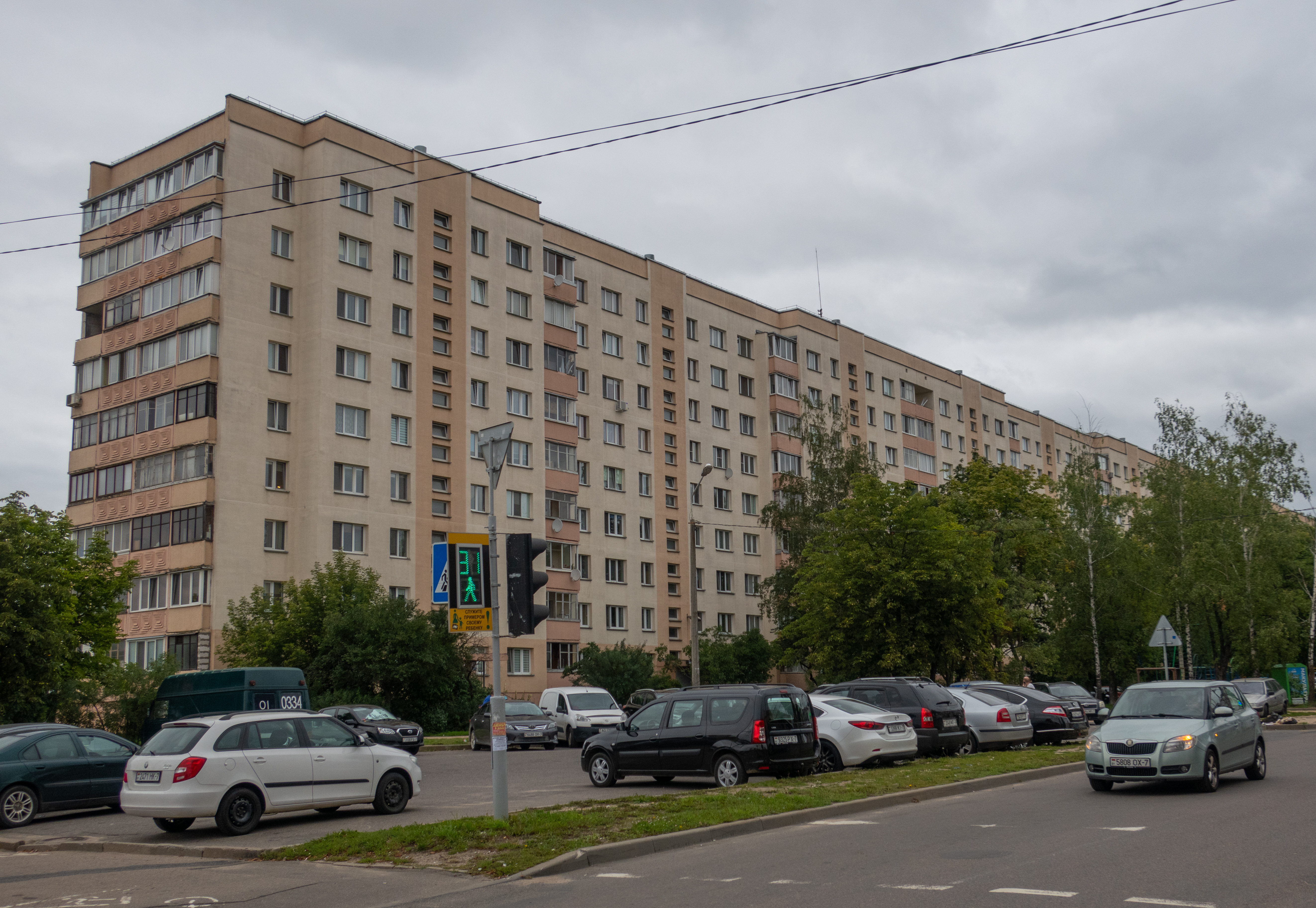
2-й переулок Багратиона (Слепянка)

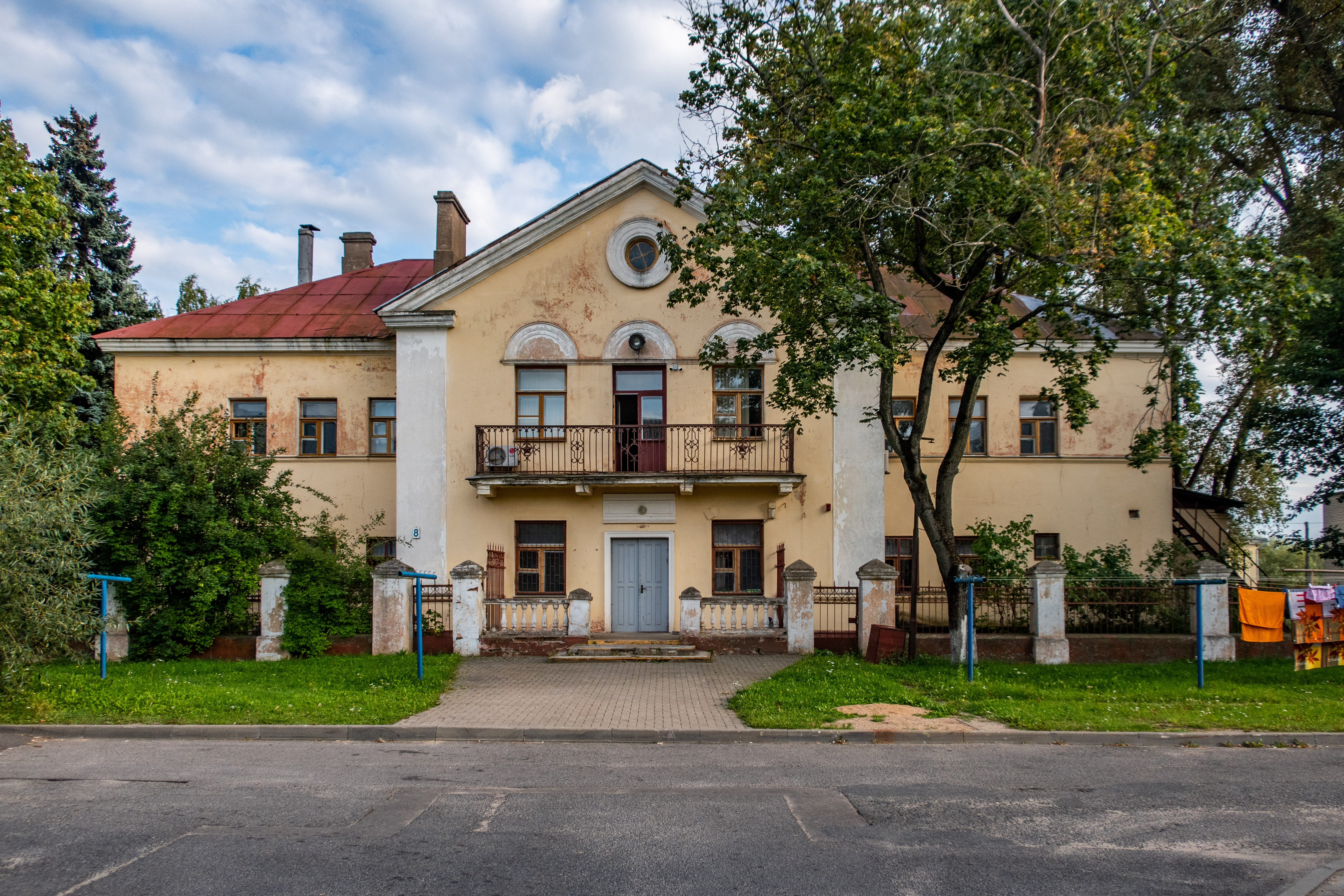
Тракторозаводской посёлок в 2019 году. Бывший Дом юного техника (переулок Щербакова)

Микрорайон полвека назад являлся пригородом Минска. Назван по названию протекающей здесь реки Слепня, а также деревни Слепянка, упоминавшейся в документах ещё в XVI веке. На западе деревня граничила с предместьем Долгий Брод, сейчас район трамвайного парка на углу улиц Ботанической и Козлова.
На территории Партизанского района раньше было две Слепянки — Большая и Малая. Большая располагалась на месте нынешней малоэтажной застройки между улицами Франциска Скорины и Парниковой, а Малая — там, где сейчас расположен частный сектор по улицам Аннаева, Бумажкова, Авангардной.
В состав города включена: Малая Слепянка — в 1959-м, Большая Слепянка — после 1980-го.
В настоящее время название Слепянка относится только к району бывшей деревни Малая Слепянка, Тракторозаводскому посёлку и прилегающим территориям.

#### Тракторозаводской посёлок
Жилой посёлок Минского тракторного завода появился в конце 1940-х. Его строительство началось одновременно со строительством завода. На стройке работали приезжие из белорусской провинции и советские заключенные, военнопленные немецкие солдаты.
В конце 1940-х многие рабочие заселились в новые дома. Многочисленные пилястры, «греческие» рельефные вазы, лавровые венки, башенки со шпилямии стилизованными бойницами, лоджии, кованые украшения и цветники под окнами — украшения новых домов. 
Автором ряда идей и проектов домов являлся выдающийся архитектор Борис Розенфельд, который, выполнил большой объём работ по архитектурному оформлению внешнего вида проспекта Сталина, нынешнего проспекта Независимости.

## Парки и скверы

#### Центральный детский парк имени Максима Горького
Парк культуры и отдыха в центре Минска недалеко от Площади Победы. Расположен между улицами Янки Купалы, Фрунзе, Первомайской и проспектом Независимости и на сегодняшний день занимает площадь в 28 гектаров.
Парк основан в 1805 году первым губернатором Минска Корнеевым З. А. и первоначально назывался Губернаторский сад.
Во время Великой Отечественной войны жилые кварталы, находящиеся близ Свислочи, были разрушены, и появилась возможность расширить территорию парка. Среди исчезнувших кварталов находился и дом, где в 1927—1941 годах жил писатель Якуб Колас.
Послевоенная реконструкция парка производилась по проекту архитектора И. Руденко. В парке появились разнообразные зоны отдыха для детей и взрослых, новые аттракционы, ряд павильонов, летний кинотеатр. Приведён в порядок стадион, единственный, на тот момент, уцелевший в Минске.
Сегодняшний парк занимает площадь в 28 гектаров. В парке растёт более 60 пород деревьев и кустарников. Здесь имеются и редкие садово-парковые растения — кедровая сосна, сосна Веймутова, пихта калифорнийская, лиственница европейская, клёны полевой и серебристый, а также и некоторые другие. Сохранились декоративные группы лип и кленов, которым более ста лет.
Сегодня в парке действуют аттракционы: «Колесо обозрения», «Автодром», «Сюрприз», «Шариковый бассейн», «Колокольчик», «Солнышко», «Детские качели», «Лодочки», «Цепочная карусель», «Детские качели» и другие. Гордость парка — обзорное «Колесо обозрения», высотой 54 метра.
Дорожки парка вымощены тротуарной плиткой, установлены новые, стилизованные под старину фонари, скамейки и урны для мусора. С октября 2003 года Центральный детский парк имени Горького объявлен зоной, свободной от табака.

#### Антоновский парк
Один из самых старых парков в Минске. В середине XIX века на правом берегу Слепни архиепископ Антоний Зубко создал фольварк образцового хозяйства, чуть позже эта местность получила название Антоновка, в 1928 году был открыт парк.
Нынешний парк перенесён немного южнее.

#### Лесопарк Степянка
Елово-сосновый лес с обилием редких растений, занесённых в Красную книгу Республики Беларусь, площадью в 216 гектаров, расположен в северо-восточной части города.
Несмотря на то, что с одной стороны лесопарк граничит с железной дорогой, а с другой — с гаражами завода, лесопарку удалось сохранить густой лесной массив.
Запланировано проведение масштабной реконструкции, направленных на благоустройство данной территории без причинения ущерба зелёной растительности.

#### Сквер имени Симона Боливара
Открытие сквера приурочили ко Дню независимости Венесуэлы.
Сквер открылся 7 июля 2008 года, а 23 июля сквер посетил Уго Чавес.
На территории сквера присутствует: несколько скамеек, небольшой фонтан, необычные скульптурные формы.
Расположен между улицами Первомайской, Захарова, Чапаева.
Сквер Содружество
Сквер на стыке улиц Олега Кошевого и Долгобродской.

#### Сквер Клумова
Сквер, граничащий с улицами Клумова, Олега Кошевого и Долгобродской.

## Экономика

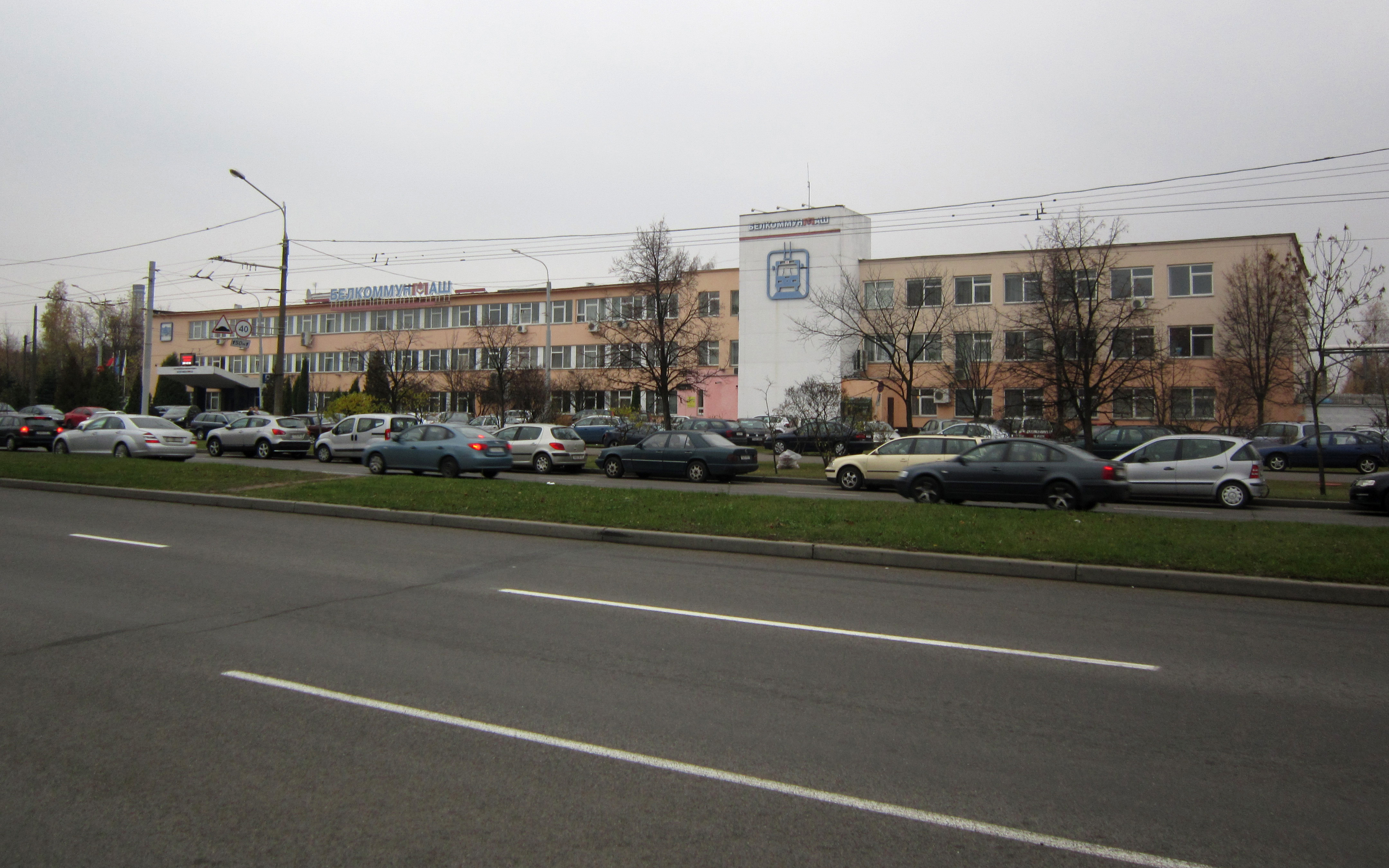
Завод «Белкоммунмаш»

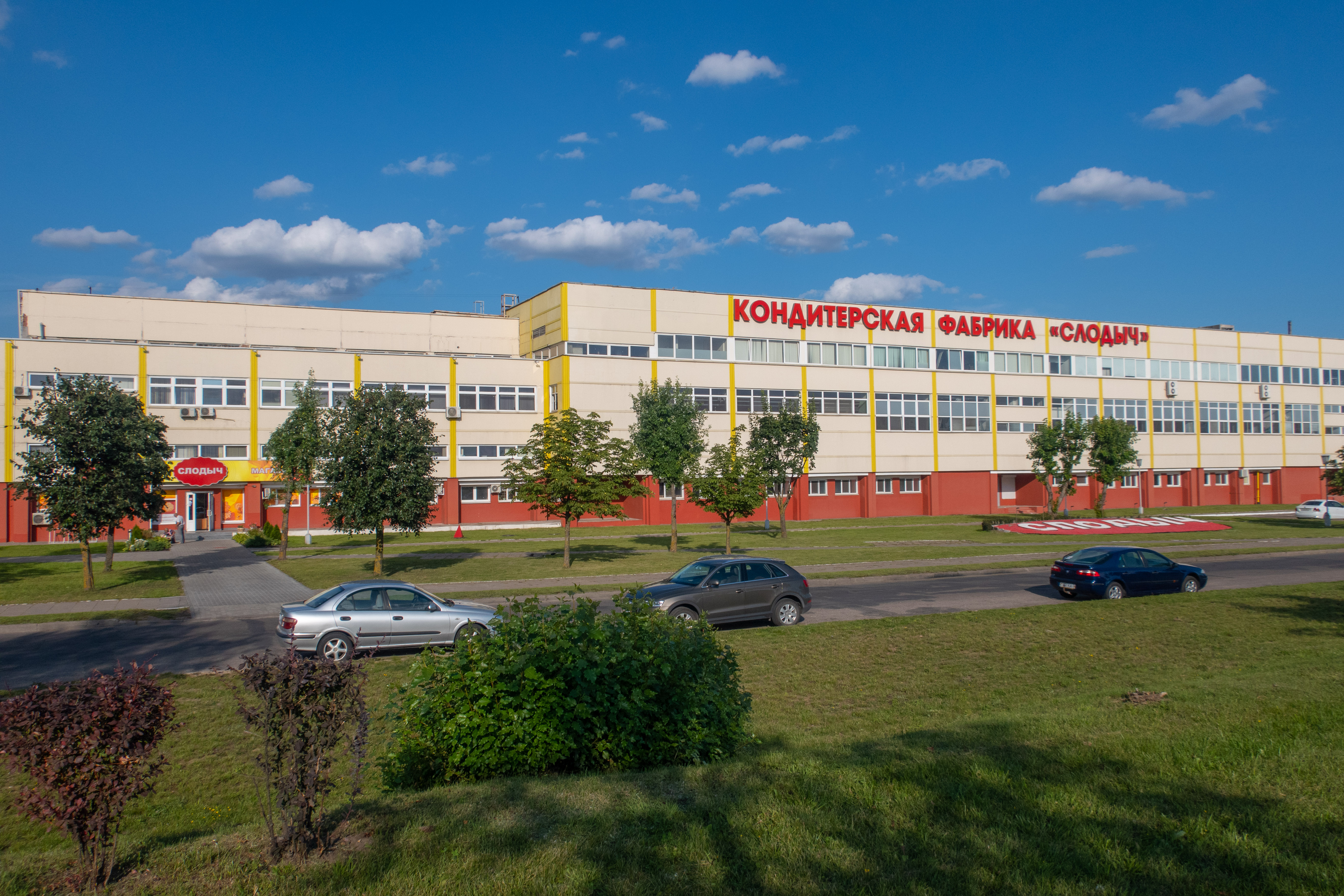
Кондитерская фабрика «Слодыч»

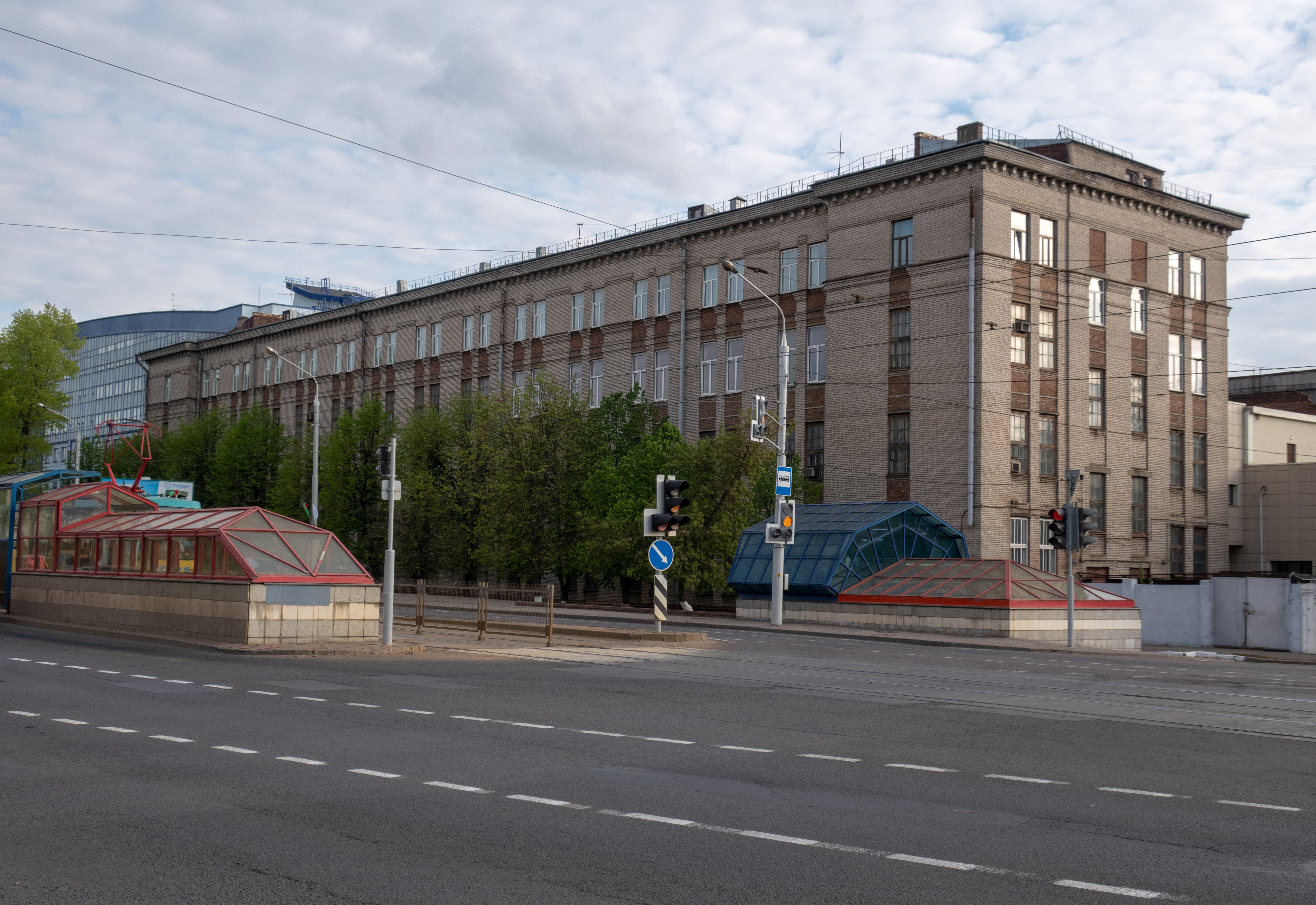
Минский завод автоматических линий

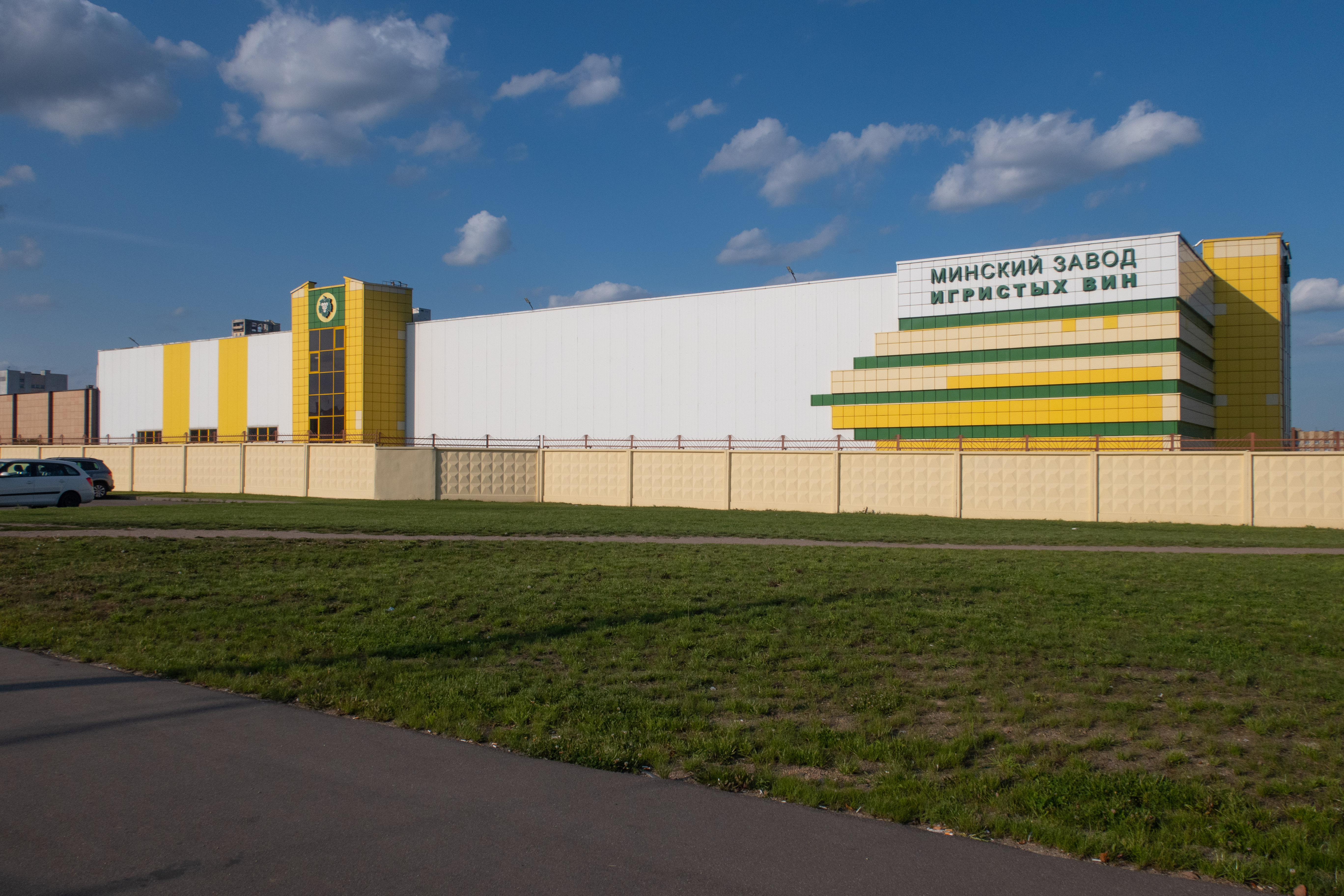
Минский завод игристых вин

Партизанский район — один из самых развитых промышленных районов Минска, объём выпуска составляет около 20 % Минска.
На территории района расположено более 20 промышленных предприятий:
- заводы:
  - тракторный,
  - моторный,
  - «Белкоммунмаш»,
  - шестерён,
  - электротехнический,
  - автоматических линий,
  - инструментальный,
  - технологических металлоконструкций,
  - сборного железобетона, гипса и гипсовых стройдеталей,
  - пивзавод ОАО «Криница»,
  - завод игристых вин,
  - мясокомбинат,
  - городские молочные заводы № 1 и № 3,
  - комбинат хлебопродуктов,
  - кондитерская фабрика «Слодыч»,
  - хладокомбинат и др.;
- строительные организации:
  - управление «Минскметрострой»,
  - тресты № 15, «Спецстрой», «Белдорстрой»,
- научно-исследовательские и проектные институты:
  - Институт природопользования Национальной академии наук Беларуси,
  - геологоразведочный,
  - неврологии, нейрохирургии и физиотерапии Минздрава Республики Беларусь,
  - экспертизы трудоспособности и организации труда инвалидов Минздрава Республики Беларусь,
  - конструкторско-технологический городского хозяйства;
  - СКБ автоматических линий, по универсальным пропашным тракторам.

## Образование

### Высшие учебные заведения
- Белорусская государственная академия связи
- Минский государственный лингвистический университет
- Международный государственный экологический институт имени А. Д. Сахарова (филиал БГУ)
- Следственно-экспертный факультет Академии МВД Республики Беларусь
- ГУО «Институт национальной безопасности Республики Беларусь»

### Средние специальные учебные заведения

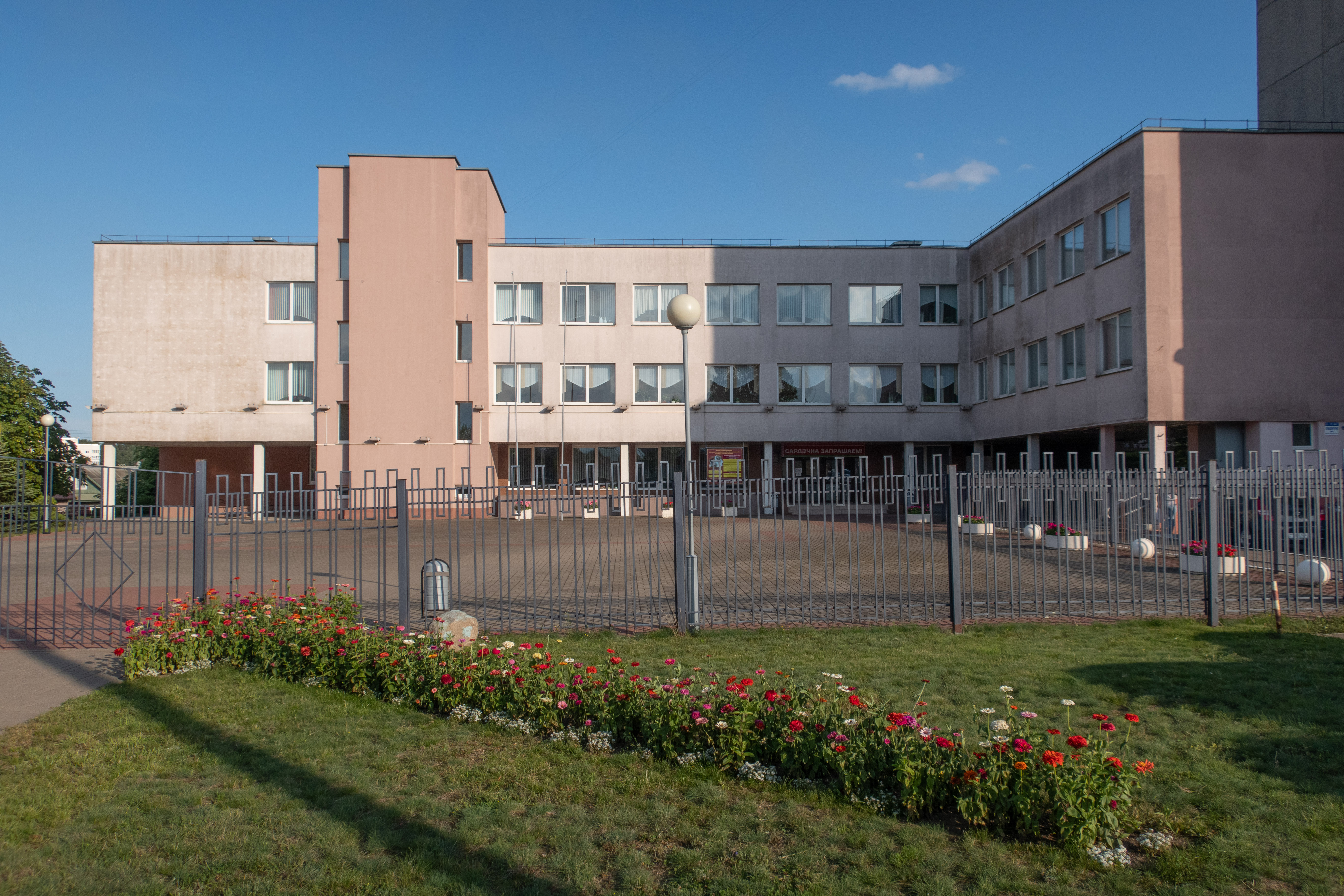
Профессиональный лицей № 3 машиностроения

- Филиал «Профессионально-технический колледж» учреждения образования «Республиканский институт профессионального образования»
- «Минский государственный архитектурно-строительный колледж»
- «Минский государственный энергетический колледж»
- «Минский государственный машиностроительный колледж»
- «Минский государственный медицинский колледж»
- «Минский государственный профессионально-технический колледж монтажных и подъёмно-транспортных работ»
- «Минский государственный профессионально-технический колледж строительства и коммунального хозяйства»
- «Минский государственный профессиональный лицей № 13 строительства»
- «Минский государственный профессиональный лицей № 3 машиностроения»
- «Минский государственный лицей № 14 деревообрабатывающего производства и транспортного обслуживания»
- ЧУО «Минский колледж предпринимательства»

### Учебные заведения дополнительного образования
- ГУО «Центр дополнительного образования детей и молодёжи „Виктория“ г. Минска»
- ГУО «Физкультурно-спортивный центр детей и молодёжи Партизанского района г. Минска»
- Минская школа кино
- ГУО «Детская хореографическая школа искусств № 2 г. Минска»
- ГУО «Детская музыкальная школа искусств № 3 имени Ф. Шопена г. Минска»
- ГУО «Социально-педагогический центр Партизанского района г. Минска»
- ГУО «Центр коррекционно-развивающего обучения и реабилитации Партизанского района г. Минска».

### Учебные заведения среднего образования
- СШ № 10, 22, 69, 72, 86, 87, 108, 133, 182, 183, 223;
- гимназии № 5, 7;
- ГУО «Специальная общеобразовательная школа-интернат № 13 г. Минска для детей с нарушением слуха».

### Учреждения дошкольного образования
30 учреждений дошкольного образования (8 из них — ведомственные дошкольные учреждения МТЗ):
ДУ № 2, 26, 34, 50, 57, 95, 120, 144, 186, 164, 169, 194, 257, 260, 271, 442, 543, 566, 569, 239, 10, 59, 107, 155, 159, 197, 227, 231, 242.

## Культура
- Государственное учреждение «Мемориальный музей-мастерская З. И. Азгура»
- Государственное зрелищное учреждение «Белорусский государственный цирк»
- УП «Городские парки Минскзеленстроя»
- Кинотеатр «Мир»
- Белорусское общество дружбы и культурной связи с зарубежными странами
- Республиканский дворец культуры им. Н. Ф. Шарко Общественного объединения «Белорусское общество глухих»
- Филиал ОАО МТЗ «Культсервис» МТЗ
- Минская школа кино
- ГУО «Детская хореографическая школа искусств № 2 г. Минска»
- ГУО «Детская музыкальная школа искусств № 3 имени Ф. Шопена г. Минска»
- Библиотеки:
  - Научно-педагогическая библиотека ГИАЦ Министерства образования Республики Беларусь
  - Государственное учреждение «Централизованная система государственных публичных библиотек г. Минска»
    - Библиотека-филиал № 5
    - Библиотека-филиал № 6
    - Библиотека-филиал № 8 имени М. Богдановича

## Медицинские заведения
- 6-я городская клиническая больница
- 9-я городская поликлиника
- 9-я городская детская поликлиника
- Стоматологическая поликлиника № 9 (ул. Захарова, 52, корп. 2)
- Городская станция скорой медицинской помощи
- 14 районная поликлиника
- ГУ «Центр гигиены и эпидемиологии Партизанского района г. Минска»
- Государственное учреждение «Больница паллиативного ухода «Хоспис»
- УЗ «Городской клинический психиатрический диспансер»
  - Городской центр пограничных состояний
  - Амбулаторное отделение пограничных состояний № 1
  - Амбулаторное отделение пограничных состояний № 2
  - Психиатрическое отделение дневного пребывания № 3
  - Сексологическое отделение
  - Городской центр пограничных состояний
  - Психологическая лаборатория
- Медицинский центр «Анализ Мед»

## Достопримечательности
В районе установлены памятники А. М. Горькому (1981), К. Э. Циолковскому (1965), Ф. Э. Дзержинскому (1972), К. Заслонову (1971), бюсты Зои Космодемьянской и Александра Космодемьянского, Марата Казея, памятник-трактор (1971, на территории тракторного завода).

## Транспорт
- Автобусные маршруты
- Троллейбусные маршруты
- Маршруты маршрутных такси
- Оршанское направление Белорусской железной дороги (станция Минск-Восточный, платформа Тракторный, платформа Товарный двор, станция Степянка)
- Аэродром «Липки» (МЧС и ДОСААФ).

### Трамвай
Через район проходит несколько трамвайных маршрутов: 1, 3, 4, 6, 7, 11.

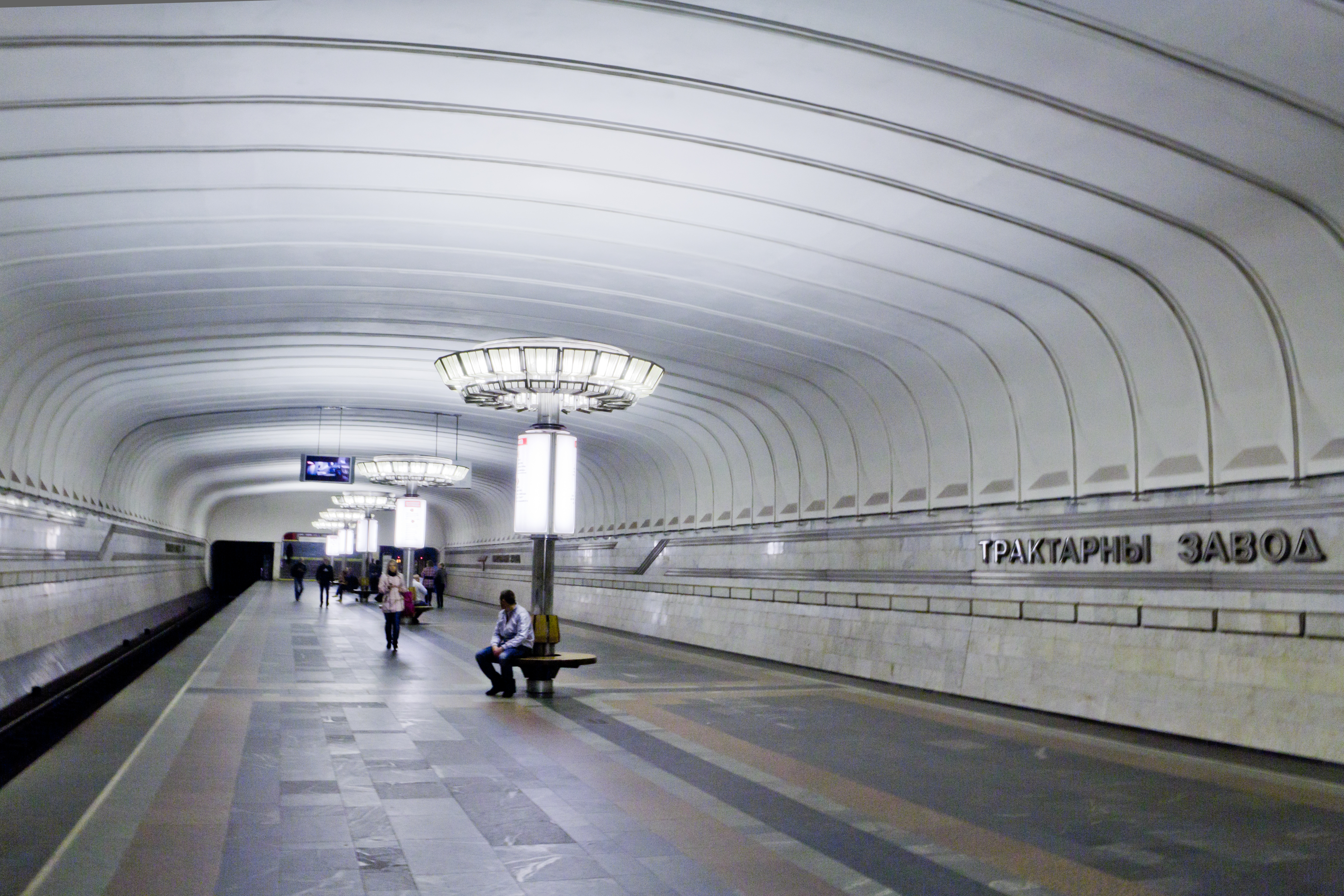
Станция метро «Тракторный Завод»

### Метрополитен
По территории Партизанского района проходит Автозаводская линия со станцией «Тракторный Завод» (Долгобродская ул.), а также Московская линия со станцией «Площадь Победы».
В будущем через этот район будет проходить часть 4-й линии Минского метрополитена.